# Korea Open 2015 - Qualificazioni singolare
Le qualificazioni del singolare femminile del Korea Open 2015 sono state un torneo di tennis preliminare per accedere alla fase finale della manifestazione. Le vincitrici dell'ultimo turno sono entrate di diritto nel tabellone principale. In caso di ritiro di una o più giocatrici aventi diritto a queste sono subentrati le lucky loser, ossia le giocatrici che hanno perso nell'ultimo turno ma che avevano una classifica più alta rispetto alle altre partecipanti che avevano comunque perso nel turno finale.

## Teste di serie
1. Aljaksandra Sasnovič (qualificata)
2. Tereza Martincová (primo turno)
3. Shūko Aoyama (primo turno)
4. Paula Badosa Gibert (qualificata)

1. Ekaterina Byčkova (ultimo turno)
2. Lu Jiajing (ultimo turno)
3. Kateryna Kozlova (qualificata)
4. Nicole Vaidišová (primo turno)

## Qualificate
1. Aljaksandra Sasnovič
2. Kateryna Kozlova

1. Nicole Melichar
2. Paula Badosa Gibert

## Tabellone

### Legenda
| - Q = Qualificato - WC = Wild card - LL = Lucky loser | - ALT = Alternate - SE = Special Exempt - PR = Protected Ranking | - w/o = Walkover - r = Ritirato - d = Squalificato |

### Sezione 1
|  | Primo turno | Primo turno          | Primo turno          | Primo turno | Primo turno |  |  | Secondo turno | Secondo turno        | Secondo turno        | Secondo turno | Secondo turno |   |   | Ultimo turno | Ultimo turno         | Ultimo turno         | Ultimo turno | Ultimo turno |  |
|  |             |                      |                      |             |             |  |  |               |                      |                      |               |               |   |   |              |                      |                      |              |              |  |
|  | 1           | Aljaksandra Sasnovič | Aljaksandra Sasnovič | 6           | 6           |  |  |               |                      |                      |               |               |   |   |              |                      |                      |              |              |  |
|  |             | Peangtarn Plipuech   | Peangtarn Plipuech   | 1           | 4           |  |  | 1             | Aljaksandra Sasnovič | Aljaksandra Sasnovič | 6             | 6             |   |   |              |                      |                      |              |              |  |
|  | WC          | Han Sung-hee         | Han Sung-hee         | 65          | 2           |  |  | WC            | Lee Ye-ra            | Lee Ye-ra            | 1             | 0             |   |   |              |                      |                      |              |              |  |
|  | WC          | Lee Ye-ra            | Lee Ye-ra            | 7           | 6           |  |  |               |                      |                      |               |               |   |   | 1            | Aljaksandra Sasnovič | Aljaksandra Sasnovič | 6            | 6            |  |
|  | WC          | Hong Hyun-hui        | Hong Hyun-hui        | 62          | 67          |  |  |               |                      | 6                    | Lu Jiajing    | Lu Jiajing    | 0 | 2 |              |                      |                      |              |              |  |
|  |             | Natela Dzalamidze    | Natela Dzalamidze    | 7           | 7           |  |  |               | Natela Dzalamidze    | 2                    | 6             | 2             |   |   |              |                      |                      |              |              |  |
|  | WC          | Hong Seung-yeon      | 6                    | 3           | 2           |  |  | 6             | Lu Jiajing           | 6                    | 4             | 6             |   |   |              |                      |                      |              |              |  |
|  | 6           | Lu Jiajing           | 2                    | 6           | 6           |  |  |               |                      |                      |               |               |   |   |              |                      |                      |              |              |  |

### Sezione 2
|  | Primo turno     | Primo turno       | Primo turno       | Primo turno | Primo turno |  |  | Secondo turno  | Secondo turno    | Secondo turno    | Secondo turno    | Secondo turno    |   |   | Ultimo turno | Ultimo turno | Ultimo turno | Ultimo turno | Ultimo turno |  |
|  |                 |                   |                   |             |             |  |  |                |                  |                  |                  |                  |   |   |              |              |              |              |              |  |
|  | 2               | Tereza Martincová | Tereza Martincová | 0           | 6           |  |  |                |                  |                  |                  |                  |   |   |              |              |              |              |              |  |
|  |                 | Liu Chang         | Liu Chang         | 6           | 7           |  |  | Liu Chang      | Liu Chang        | Liu Chang        | 6                | 6                |   |   |              |              |              |              |              |  |
|  | Kotomi Takahata | Kotomi Takahata   | Kotomi Takahata   | 3           | 4           |  |  | Ksenija Lykina | Ksenija Lykina   | Ksenija Lykina   | 4                | 1                |   |   |              |              |              |              |              |  |
|  | Ksenija Lykina  | Ksenija Lykina    | Ksenija Lykina    | 6           | 6           |  |  |                |                  |                  |                  |                  |   |   |              | Liu Chang    | Liu Chang    | 3            | 2            |  |
|  | Gaia Sanesi     | Gaia Sanesi       | Gaia Sanesi       | 4           | 6(1)        |  |  |                |                  | 7                | Kateryna Kozlova | Kateryna Kozlova | 6 | 6 |              |              |              |              |              |  |
|  | Lee Ya-hsuan    | Lee Ya-hsuan      | Lee Ya-hsuan      | 6           | 7           |  |  |                | Lee Ya-hsuan     | Lee Ya-hsuan     | 3                | 3                |   |   |              |              |              |              |              |  |
|  | WC              | Lee Jin-ju        | Lee Jin-ju        | 1           | 2           |  |  | 7              | Kateryna Kozlova | Kateryna Kozlova | 6                | 6                |   |   |              |              |              |              |              |  |
|  | 7               | Kateryna Kozlova  | Kateryna Kozlova  | 6           | 6           |  |  |                |                  |                  |                  |                  |   |   |              |              |              |              |              |  |

### Sezione 3
|  | Primo turno            | Primo turno            | Primo turno      | Primo turno | Primo turno |  |  | Secondo turno          | Secondo turno          | Secondo turno   | Secondo turno   | Secondo turno   |   |   | Ultimo turno | Ultimo turno | Ultimo turno | Ultimo turno | Ultimo turno |  |
|  |                        |                        |                  |             |             |  |  |                        |                        |                 |                 |                 |   |   |              |              |              |              |              |  |
|  | 3                      | Shūko Aoyama           | 7                | 64          | 5           |  |  |                        |                        |                 |                 |                 |   |   |              |              |              |              |              |  |
|  |                        | Lee So-ra              | 62               | 7           | 7           |  |  | Lee So-ra              | Lee So-ra              | 7               | 64              | 6               |   |   |              |              |              |              |              |  |
|  | Nicha Lertpitaksinchai | Nicha Lertpitaksinchai | 64               | 6           | 6           |  |  | Nicha Lertpitaksinchai | Nicha Lertpitaksinchai | 63              | 7               | 4               |   |   |              |              |              |              |              |  |
|  | Kateřina Vaňková       | Kateřina Vaňková       | 7                | 3           | 1           |  |  |                        |                        |                 |                 |                 |   |   | Lee So-ra    | Lee So-ra    | Lee So-ra    | 6            | 5            |  |
|  | Polina Monova          | Polina Monova          | Polina Monova    | 4           | 2           |  |  |                        |                        | Nicole Melichar | Nicole Melichar | Nicole Melichar | 7 | 7 |              |              |              |              |              |  |
|  | Nicole Melichar        | Nicole Melichar        | Nicole Melichar  | 6           | 6           |  |  | Nicole Melichar        | Nicole Melichar        | Nicole Melichar | 6               | 6               |   |   |              |              |              |              |              |  |
|  |                        | Miki Miyamura          | Miki Miyamura    | 6           | 6           |  |  | Miki Miyamura          | Miki Miyamura          | Miki Miyamura   | 4               | 1               |   |   |              |              |              |              |              |  |
|  | 8                      | Nicole Vaidišová       | Nicole Vaidišová | 2           | 3           |  |  |                        |                        |                 |                 |                 |   |   |              |              |              |              |              |  |

### Sezione 4
|  | Primo turno | Primo turno         | Primo turno        | Primo turno | Primo turno |  |  | Secondo turno | Secondo turno       | Secondo turno       | Secondo turno     | Secondo turno     |   |   | Ultimo turno | Ultimo turno        | Ultimo turno        | Ultimo turno | Ultimo turno |  |
|  |             |                     |                    |             |             |  |  |               |                     |                     |                   |                   |   |   |              |                     |                     |              |              |  |
|  | 4           | Paula Badosa Gibert | 2                  | 7           | 6           |  |  |               |                     |                     |                   |                   |   |   |              |                     |                     |              |              |  |
|  |             | Hsu Ching-wen       | 6                  | 62          | 4           |  |  | 4             | Paula Badosa Gibert | Paula Badosa Gibert | 6                 | 6                 |   |   |              |                     |                     |              |              |  |
|  |             | Emily Webley-Smith  | Emily Webley-Smith | 6           | 6           |  |  |               | Emily Webley-Smith  | Emily Webley-Smith  | 4                 | 3                 |   |   |              |                     |                     |              |              |  |
|  | WC          | Kim Dabin           | Kim Dabin          | 2           | 1           |  |  |               |                     |                     |                   |                   |   |   | 4            | Paula Badosa Gibert | Paula Badosa Gibert | 6            | 6            |  |
|  | WC          | Park Ji-min         | Park Ji-min        | 0           | 2           |  |  |               |                     | 5                   | Ekaterina Byčkova | Ekaterina Byčkova | 0 | 4 |              |                     |                     |              |              |  |
|  | WC          | Choi Ji-hee         | Choi Ji-hee        | 6           | 6           |  |  | WC            | Choi Ji-hee         | Choi Ji-hee         | 0                 | 3                 |   |   |              |                     |                     |              |              |  |
|  |             | Zhang Yuxuan        | 6                  | 6           | 1           |  |  | 5             | Ekaterina Byčkova   | Ekaterina Byčkova   | 6                 | 6                 |   |   |              |                     |                     |              |              |  |
|  | 5           | Ekaterina Byčkova   | 7                  | 2           | 6           |  |  |               |                     |                     |                   |                   |   |   |              |                     |                     |              |              |  |